# Cyclosa albisternis
Cyclosa albisternis là một loài nhện trong họ Araneidae.
Loài này thuộc chi Cyclosa. Cyclosa albisternis được Eugène Simon miêu tả năm 1888.